# Ohio Mr. Basketball
Esta é uma lista de jogadores que ganharam o título de Mr. Basketball Ohio.
Há realmente dois prêmios, um emitido pela Associated Press, e um concedido pelo Alto Ohio School Basketball Coaches Association.

## Vencedores dos prêmios
Associated Press Mr. Basketball
| Ano            | Jogador                      | Colégio                 | Universidade                                                                                             | NBA/Time Profissional                                 |
| -------------- | ---------------------------- | ----------------------- | --- | ----------------------------------------------------- |
| 2009,2010      | Jared Sullinger              | Columbus Northland      | Ohio State                                                                                               |                                                       |
| 2008           | William Buford               | Toledo Libbey           | Ohio State                                                                                               |                                                       |
| 2007           | Jon Diebler                  | Upper Sandusky          | Ohio State                                                                                               |                                                       |
| 2005,2006      | O. J. Mayo                   | North College Hill      | Southern Cal                                                                                             | Memphis Grizzlies                                     |
| 2004           | Jamar Butler                 | Lima Shawnee            | Ohio State                                                                                               |                                                       |
| 2001,2002,2003 | LeBron James                 | St. Vicent - St. Mary   | não | Cleveland Cavaliers,Miami Heat                        |
| 2000 (junto)   | Tony Stockman, Chester Mason | Medina, Cleveland South | Clemson/Ohio State, Miami \|\| Cleveland Cavaliers in 2007, currently plays for HKK Široki (Bosnia) \|\| |                                                       |
| 1999           | Emmanuel Smith               | Euclid                  | Akron |                                                       |
| 1998           | William "Sonny" Johnson      | Garfield Heights        | Cleveland State/Ohio                                                                                     |                                                       |
| 1997           | Kenny Gregory                | Columbus Independence   | Kansas                                                                                                   |                                                       |
| 1996           | Jason Collier                | Springfield Catholic    | Indiana/Georgia Tech                                                                                     | Morreu em 2005, quando jogava pelo Atlanta Hawks.     |
| 1995           | Damon Stringer               | Cleveland Heights       | Cleveland State/Ohio State                                                                               |                                                       |
| 1994           | Aaron Hutchins               | Lima Central Catholic   | Marquette                                                                                                |                                                       |
| 1993           | Geno Ford                    | Cambridge               | Ohio |                                                       |
| 1991,1992      | Greg Simpson                 | Lima Senior             | Ohio State                                                                                               |                                                       |
| 1990           | Bob Patton Jr.               | Youngstown Liberty      | Stanford                                                                                                 |                                                       |
| 1988,1989      | Jimmy Jackson                | Toledo Macomber         | Ohio State                                                                                               | Jogou 14 temporadas na NBA por 12 equipes diferentes. |